# Dirka po Franciji 1905
Dirka po Franciji 1905 je bila 3. dirka po Franciji, ki je potekala od 9. do 30. julija 1905. Zaradi goljufanja na predhodnjem Touru se je dirka spremenila v več pogledih. Etape so bile skrajšane tako, da ni prišlo do nočnih voženj. S tem se je Tour razpotegnil na 11 etap. Kolesarjem so bile na koncu vsake etape namesto časa dodeljene točke, pri čemer je bil skupni zmagovalec dirke tisti z najmanj točkami na koncu dirke.
Kljub spremembam je na dirki še vedno prihajalo do izgredov s strani gledalcev; v prvi etapi so se skoraj vsi tekmovalci vsled posejanih žebljev na cesti ubadali s predrto pnevmatiko. Svoj prvenec na Tourih je dobil prvi večji vzpon na Ballon d'Alsace. Skupni zmagovalec Toura 2005 je bil Francoz Louis Trousselier, ki je zmagal na petih etapah. V gorah je bil najboljši René Pottier, ki pa je moral za posledicami padca v prvi etapi odstopiti v tretji etapi.
Ekipno je zmagalo moštvo Peugeot.

## Pregled
| Kategorije                          | Podatki     |
| ----------------------------------- | ----------- |
| Začetek-konec                       | Pariz-Pariz |
| Dolžina (km)                        | 2.944       |
| Število etap                        | 11          |
| Povprečna hitrost zmagovalca (km/h) | 27,107      |
| Kolesarjev                          | 60          |
| Tekmo končalo                       | 24          |

| Etapa | Datum     | Start in cilj          | Dolžina | Zmagovalec               | Vodeči            |
| ----- | --------- | ---------------------- | ------- | ------------------------ | ----------------- |
| 1     | 9. julij  | Pariz - Nancy          | 340 km  | Louis Trousselier        | Louis Trousselier |
| 2     | 10. julij | Nancy - Besançon       | 299 km  | Hippolyte Aucouturier    | René Pottier      |
| 3     | 13. julij | Besançon - Grenoble    | 327 km  | Louis Trousselier        | Louis Trousselier |
| 4     | 16. julij | Grenoble - Toulon      | 348 km  | Hippolyte Aucouturier    | Louis Trousselier |
| 5     | 18. julij | Toulon - Nîmes         | 192 km  | Louis Trousselier        | Louis Trousselier |
| 6     | 20. julij | Nîmes - Toulouse       | 307 km  | Jean-Baptiste Dortignacq | Louis Trousselier |
| 7     | 22. julij | Toulouse - Bordeaux    | 268 km  | Louis Trousselier        | Louis Trousselier |
| 8     | 24. julij | Bordeaux - La Rochelle | 257 km  | Hippolyte Aucouturier    | Louis Trousselier |
| 9     | 26. julij | La Rochelle - Rennes   | 263 km  | Louis Trousselier        | Louis Trousselier |
| 10    | 28. julij | Rennes - Caen          | 167 km  | Jean-Baptiste Dortignacq | Louis Trousselier |
| 11    | 30. julij | Caen - Pariz           | 253 km  | Jean-Baptiste Dortignacq | Louis Trousselier |